# Ellen Ripley
Ellen Louise Ripley es un personaje ficticio de la franquicia de películas Alien. Es interpretada por la actriz Sigourney Weaver. El personaje es considerado como uno de los mejores en la historia del cine, además de haber sido revolucionario en desafiar los roles de género tradicionales, en particular en los géneros de ciencia ficción, acción y terror.
El personaje también es el rol más memorable protagonizado por Weaver hasta la fecha. Por su rol como Ellen Ripley en Aliens, Weaver fue nominada a un premio de la Academia como mejor actriz, considerado hoy en día como un punto trascendental para la ciencia ficción, en un momento cuando Hollywood daba poca importancia al género. Por su actuación en esa misma película, Weaver también recibió nominaciones a un premio BAFTA, un Globo de Oro, y cuatro Premios Saturn, ganando uno de ellos.

## Biografía
Ellen Ripley nació el 7 de enero de 2092 en Estados Unidos. Tuvo una hija, Amanda Ripley-McClaren. Poco tiempo antes de 2122 fue contratada por la Corporación Weyland-Yutani para trabajar como suboficial de vuelo en el carguero comercial Nostromo. Ha sido el primer personaje femenino que, abrazando el arquetipo de mujer revolucionaria, mostró al público que una mujer conjugaba su profesión con la maternidad.

## Apariciones

### Películas

#### Eventos de Alien
Ripley fue presentada en la primera película de la serie, Alien (1979), como la suboficial de vuelo del Nostromo, un carguero que se encontraba en camino a la Tierra. Después de haber estado viajando en hipersueño, Ripley y el resto de la tripulación es despertada al recibir una transmisión de origen desconocido proveniente de un planetoide cercano. Luego de aterrizar, una criatura desconocida se infiltra en la nave, matando a todos los miembros de la tripulación. Ripley es el único miembro que logra sobrevivir y escapar del Nostromo antes de su autodestrucción, la cual fue iniciada por la misma Ripley para matar al monstruo. Sin embargo, descubre que el Alien estaba a bordo de la nave de rescate, pero termina expulsándolo al espacio antes de volver a entrar en hipersueño para el viaje de vuelta a la Tierra.

#### Eventos de Aliens
Aliens (1986), que toma lugar cincuenta y siete años después de la primera película, se inicia con Ripley despertando del hipersueño. En una escena borrada, se entera de que su hija Amanda (protagonizada por la madre real de Sigourney Weaver, Elizabeth Inglis) murió durante el viaje de regreso de Ripley. Su testimonio sobre los eventos en el Nostromo y el Alien es recibido con mucho escepticismo, y pierde su licencia de vuelo debido a sus "cuestionables decisiones". Sin embargo, luego de que se pierde contacto con la colonia en LV-426, el planetoide donde la tripulación del Nostromo encontró los huevos de la criatura por primera vez, le piden a Ripley que acompañe a los Infantes de Marina Coloniales a bordo del USS Sulaco en su viaje a LV-426. Al llegar descubre que el planeta está infestado por muchos Aliens, que terminan matando a la mayoría de los soldados. Ripley finalmente escapa del planeta junto con el Soldado Dwayne Hicks, el androide Bishop, y Newt, la única superviviente de la colonia. Una vez en la nave son atacados por la Reina Alien, quien se escondió en la nave de rescate, dañando gravemente a Bishop. Ripley, utilizando un montacargas, y la Reina Alien mantienen una pelea dentro del Sulaco, donde la matriarca es finalmente expulsada al espacio. Luego de una intensa batalla, Ripley, junto con los otros tres supervivientes, entran en hipersueño para comenzar un nuevo viaje de regreso a la Tierra.

#### Eventos de Alien³
En Alien³ (1992), un incendio provoca que el Sulaco expulse la cápsula de escape donde estaban los cuatro supervivientes, y termina estrellándose en Fiorina "Fury" 161, una fundición y colonia penal para convictos con doble cromosoma Y de Weyland Yutani. Sin que Ripley lo sepa, un abrazacaras de Alien se encontraba a bordo de la nave, viajando con ellos en la cápsula y llegando a la prisión. Dentro de esta, nace a partir del perro de los convictos y comienza a su masacre, pero por alguna extraña razón, se rehúsa a matar a Ripley. Luego de haber logrado convencer a todos los reos a que se unan a su causa y preparen su defensa, Ripley descubre que tiene el embrión de un Reina Alien gestándose dentro de ella, lo cual explicaba porque la criatura no le atacaba. Luego de matar al Alien por medio de colapso térmico, Ripley se suicida justo cuando la Reina Alien comienza a erupcionar de su pecho, lanzándose a la caldera gigante para evitar que Weyland-Yutani la utilice como un arma biológica.

#### Eventos de Alien: resurrección
Pese a su muerte, doscientos años después Ripley es "resucitada" por medio de clonación a bordo de la nave espacial USM Auriga en la película Alien: resurrección de 1997. La aún no nacida Reina Alien es retirada de su cuerpo para criar xenomorfos. Ripley, que sobrevive la operación, ha sido afectada por el ADN del Alien: tiene mayor fuerza y reflejos, sangre acídica, y una conexión empática con los Aliens. Ella vuelve a aprender a hablar y a interactuar con humanos por un tiempo, pero poco tiempo después los xenomorfos se escapan de sus jaulas y matan a gran parte de la tripulación. Ella también escapa de su celda, y luego se encuentra y se une con un grupo de mercenarios, llegando a desarrollar una relación cercana con el miembro más joven del grupo, Annalee Call. Después de ser capturada, el ADN de Ripley se mezcló con el de la Reina Alien, dando lugar al nacimiento de una criatura con características humanas, la cual reconoce a Ripley como su madre. Tras escapar del Auriga en la nave Betty, Ripley mata a la nueva criatura usando su propia sangre para crear un agujero en una ventanilla, causando que el Alien sea succionado violentamente hacia el espacio exterior, y salvando a Call en el proceso. El Auriga se estrella contra la Tierra, destruyendo a todos los Xenomorfos restantes en una explosión masiva. Desde las ventanas de la Betty, Ripley y Call miran hacia la Tierra, y cuando Call le pregunta a Ripley qué quiere hacer a continuación, ella responde: "Yo también soy una extraña aquí". En un final alternativo, la Betty aterriza en la Tierra y Ripley y Call descubren que París esta en ruinas.

### En otros medios
La vida y carrera de Ripley han sido expandidas en varios cómics y novelas, muchas de las cuales ignoran su muerte en Fiorina 161 y retoman la historia desde el final de Aliens. Una versión de estos cómics presenta a Ripley como un clon sintético avanzado que supera sus problemas de memoria y ayuda a los seres humanos a retomar la Tierra de la infestación de xenomorfos. El clon de Ripley juega un rol central en el crossover ficcional de Dark Horse Comics, Aliens versus Predator versus The Terminator.
Aunque Sigourney Weaver inicialmente expresó su interés en volver a protagonizar su personaje en futuras películas de Alien, los lanzamientos de Alien vs. Predator y Aliens vs. Depredador: Requiem han llevado a la franquicia a una dirección diferente de la historia central de Ellen Ripley.
Una Ripley Audio-Animatrónica aparece en la escena de Alien del The Great Movie Ride en Disney's Hollywood Studios en Walt Disney World.

### Videojuegos
En el videojuego de Aliens: Colonial Marines (2013), Ripley tiene dos cameos en el DLC "Stasis Interrupted" para el juego. En esta campaña de precuela, se ve a Ripley siendo impregnada por un abrazacara y también apareció recreando la misma escena final de Alien 3. El juego también reveló que Hicks en realidad sobrevivió a los eventos de Alien 3 cuando fue recuperado por otro equipo de Colonial Marines, con el cuerpo en la cámara de estasis que se estrelló fue otro infante de marina que fue arrojado a la cápsula de Hicks durante un tiroteo, muriendo cuando la EEV se estrelló. Las cápsulas de Ripley, Newt y Bishop fueron expulsadas mientras que Hicks tuvo que irse con los otros marines.
La historia de Amanda, la hija de Ripley, se da a conocer en el videojuego Alien: Isolation (2014), en donde tiene lugar en el año 2137, 15 años después de los eventos de Alien y cuarenta y dos años antes de los eventos de Aliens, lanzado el 7 de octubre de 2014 para las consolas PlayStation 3 y 4, XBOX 360, XBOX ONE, PC, y desarrollado por The Creative Assembly y publicado por Sega. En la edición de pre-orden Nostromo Edition incluye un DLC bajo el nombre de «Crew Expendable», donde retoma la historia de Alien. Los personajes controlables son Ellen Ripley, Dallas o Park, cuyas misiones inician tras la muerte de Brett. Las voces de los personajes son los actores originales de la película: Sigourney Weaver, Tom Skerritt, Yaphet Kotto, Harry Dean Stanton, Ian Holm y Veronica Cartwright.
También hizo una aparición como un atuendo en el famoso videojuego Fortnite en el año 2021.
El 29 de agosto del año 2023, la franquicia Alien llega como crossover al icónico juego de survival horror Dead by Daylight. Este DLC toma como nombre Chapter 29: Alien. El capítulo incluye al U.S.C.S.S Nostromo en ruinas sobre el planeta Dvarka como nuevo mapa, a un Xenomorfo como asesino, y a Ellen Ripley desempeñando el papel de superviviente.

## Impacto
Por su actuación en Alien, Weaver fue nominada a un premio BAFTA como Mejor Actriz Principal Nueva y un Premio Saturn como Mejor Actriz.
Pese a la muy buena recepción de la primera película, fue Aliens la que le dio a Weaver reconocimiento mundial: se convirtió en la segunda actriz de una película de terror en la historia (después de Ellen Burstyn de El Exorcista) en ser nominada a un Óscar como Mejor Actriz. También fue nominada como Mejor Actriz en los Globos de Oro y ganó un Premio Saturn como Mejor Actriz, obteniendo así el primer premio de su carrera.
Luego de su aclamada actuación en Aliens, Weaver participó en dos películas muy exitosas en 1988: un rol principal en Gorilas en la niebla y un rol secundario en Working Girl. En los 61.os Premios de la Academia recibió su segunda (y hasta el momento la última) nominación como Mejor Actriz y una nominación como Mejor Actriz de Reparto. Ganó un Globo de Oro como Mejor Actriz y otro como Mejor Actriz de Reparto ese mismo año, convirtiéndose en la primera persona en la historia en ganar dos Globos de Oro por actuación en el mismo año.
Weaver también fue la coproductora de la tercera y la cuarta película de la franquicia: pese a que ambas fueron menos exitosas desde el punto de vista de los críticos, la actuación de Weaver fue elogiada, recibiendo su tercera y cuarta nominación al Premio Saturn como Mejor Actriz por ambas películas y una nominación para un Blockbuster Entertainment Award como Actriz Favorita - Ciencia Ficción por Alien: Resurrección. Aunque officialmente no ganó ningún premio por sus actuaciones en Alien 3 y Alien: Resurrección, ganó el premio Hasty Pudding Woman of the Year por sus trabajos de actuación en 1997, incluyendo participaciones en Alien: Resurrección, La tormenta de hielo y Snow White: A Tale of Terror.
Weaver ganó un premio DVDX a Mejor Comentario de DVD, por su participación, junto con varios otros miembros del reparto, en el comentario de audio de Alien, en su relanzamiento en la caja compilatoria de 2003, Alien: Quadrilogy. En su discurso de presentación antes de entregarle el premio de Heroína por su notable carrera en los Scream Awards de 2010, el director de Aliens, James Cameron, remarcó sus principales participaciones en la historia del cine, como ser en Alien, Los cazafantasmas y Avatar.